# Christoffer Andersson
Christoffer Andersson (* 22. Oktober 1978 in Kalmar) ist ein schwedischer Fußballspieler. Der Defensivspieler, der zwischen 2000 und 2006 für die schwedische Nationalmannschaft auflief, gewann 1999 und 2011 mit Helsingborgs IF den schwedischen Meistertitel.

## Werdegang
Andersson begann mit dem Fußballspielen bei Nybro IF. 1997 wechselte er in die Jugendabteilung von Helsingborgs IF, wo er 1998 in der Allsvenskan debütierte. In der Spielzeit 1999 konnte er mit der Mannschaft den Lennart-Johansson-Pokal für den schwedischen Meister gewinnen und ein Jahr später debütierte er in der schwedischen Nationalmannschaft. 
2004 wechselte Andersson ablösefrei zum norwegischen Verein Lillestrøm SK in die Tippeligaen. Unter Trainer Uwe Rösler erreichte er mit der Mannschaft den vierten Platz und qualifizierte sich somit für die Royal League. 2005 stand er mit der Mannschaft im norwegischen Pokalfinale gegen Molde FK, das jedoch mit einer 2:4-Niederlage nach Verlängerung verloren ging.
Zur Saison Bundesligaspielzeit 2006/07 wechselte Andersson für rund 200.000 Euro Ablöse zu Hannover 96 in die Bundesliga. Sein Erstliga-Debüt in Deutschland gab er am 19. August 2006 beim Auswärtsspiel in Berlin gegen Hertha BSC. Er konnte sich jedoch nicht richtig durchsetzen und nach einer Halbserie kehrte er im Januar 2007 nach Schweden zu Helsingborgs IF zurück.
Bei seinem neuen Arbeitgeber entwickelte Andersson sich in der Spielzeit 2008 zu einem regelmäßigen Torschützen und belegte in der vereinsinternen Torschützenliste mit neun Saisontoren hinter Henrik Larsson den zweiten Platz. Damit verhalf er dem Klub zum vierten Platz in der Liga und damit zur Qualifikation für die Royal League und die erste Qualifikationsrunde zur UEFA Europa League 2009/10. Wenngleich er in den folgenden Jahren die Trefferzahl nicht mehr erreichte, war er als Stammspieler gesetzt und bestritt in der Spielzeit 2010 alle 30 Saisonspiele. Dabei führte er die Mannschaft zur Vizemeisterschaft, im Endspiel um den Landespokal wurde zudem Hammarby IF durch einen 1:0-Erfolg besiegt. In der folgenden Saison rückte er unter Trainer Conny Karlsson zeitweise ins zweite Glied, kam aber dennoch zu 24 Saisoneinsätzen. Damit gehörte er zu den Garanten für den Gewinn des Triples aus schwedischem Meistertitel, erneutem Gewinn des Landespokals sowie des Supercupens.
Daher verlängerte der Klub bereits im Sommer 2010 den auslaufenden Vertrag mit Andersson bis Ende 2013. Auch in den folgenden Jahren lief er auch unter Karlssons Nachfolgern Åge Hareide und Roar Hansen regelmäßig in der höchsten Spielklasse Schwedens auf, der Verein konnte jedoch nicht an die Erfolge anknüpfen und reüssierte im mittleren Tabellenbereich. Im Dezember 2013 verlängerte er den Vertrag mit dem „Veteranen“ um ein weiteres Jahr.
Nachdem Helsingborgs IF signalisiert hatte, nicht an einer Weiterarbeit mit Andersson interessiert zu sein, suchte dieser einen neuen Verein. Im November 2014 traf er eine Übereinkunft mit dem Ligakonkurrenten Halmstads BK, dem er sich Anfang 2015 anschloss.